# Ring de Suecia
Ring fue un caudillo vikingo, semi-legendario rey de Suecia de la casa de Yngling. Gobernó entre 910 y 940, según Adán de Bremen en tiempos del arzobispo Unni de Hamburgo (m. 936) cuando llegó a Birka para continuar el trabajo evangelizador de su predecesor Ansgar en el siglo X. No se cita su progenitor, pero pudo ser Erik Anundsson.